# 登記事項 (商業登記)
商業登記の登記事項（とうきじこう）は、会社法、商業登記法またはその他の法律、命令などにより登記すべき事項として定められているものを指す。
登記事項は、商業登記簿の種類ごとに異なっており、各種類の登記簿の登記事項は、同種のものは「区」として束ねられ整理されている（商業登記規則第1条）。そのため登記簿>区>登記事項のような概観を取ることになる。以下、登記簿、区、登記事項について記述する。商業登記の実体法上の効果などは、登記の項を参照。

## 商業登記簿
商業登記の登記事項は、前述の様に各登記簿毎に異なっている。そのため、どのような登記簿が存するかが問題となる。以下には、商業登記簿の種類とその概要を挙げた（商業登記法6条）。
1. 商号登記簿 - 個人商人の商号に関する事項を公示する登記簿（商法第11条 登記事項は商業登記法に規定）
2. 未成年者登記簿 - 未成年者が、商法第4条の営業を営む場合に、必要な事項を公示する登記簿（商法第5条 登記事項は商業登記法に規定）
3. 後見人登記簿 - 後見人が、被後見人のために商法第4条の営業を営む為に、必要な事項を公示する登記簿（商法第6条 登記事項は商業登記法に規定）
4. 支配人登記簿 - 個人商人の支配人に関する事項を公示する登記簿（商法22条 登記事項は商業登記法に規定）
5. 株式会社登記簿 - 株式会社に関する事項を公示する登記簿（登記の根拠条文、登記事項ともに会社法911条）
6. 合名会社登記簿 - 合名会社に関する事項を公示する登記簿（登記の根拠条文、登記事項ともに会社法912条）
7. 合資会社登記簿 - 合資会社に関する事項を公示する登記簿（登記の根拠条文、登記事項ともに会社法913条）
8. 合同会社登記簿 - 合同会社に関する事項を公示する登記簿（登記の根拠条文、登記事項ともに会社法914条）
9. 外国会社登記簿 - 外国会社に関する事項を公示する登記簿（登記の根拠条文、登記事項ともに会社法933条）

留意点としては、会社の商号に関する登記は、会社の登記簿にされるのは当然であるが、会社の支配人の登記も会社登記簿にされる。この点では、個人商人と異なっている。しかし、「本来、支配人の登記は、別個の登記簿にすべきもの」との考え方は有効なようで、会社の支配人に関する登記や登録免許税は、さまざまな点で会社の他の登記に比べて、特殊である。

## 区
前述の通り、各登記簿の登記事項は、共通する事項ごとに区に分けられ整理されている。いずれの登記簿にも、登記簿自身の創設・閉鎖の原因やその日付を示す「登記記録区」は必ずあるが、それ以外の登記事項の区分の仕方は、個人商人に関する登記簿（会社に関する登記簿以外の登記簿）と会社に関する登記簿では大きく異なる。そのためこの二つについて以下で論じる。

### 個人商人に関する登記簿の区
会社の登記簿以外の登記簿は、二つの区から成り立っており、「登記記録区」と「登記記録に関する事項以外を記録する区」からなっている。これらの登記簿には、それぞれの登記簿の目的が異なっているため、二区で構成されていること以外に共通点はない。具体的には以下のようになる。
|    | 商号登記簿 （別表第一） | 未成年者登記簿 （別表第二） | 後見人登記簿 （別表第三） | 支配人登記簿 （別表第四） |
| -- | ----------------------- | --------------------------- | ------------------------- | ------------------------- |
| 区 | 商号区 登記記録区       | 未成年者区 登記記録区       | 後見人区 登記記録区       | 支配人区 登記記録区       |

### 会社に関する登記簿の区
会社に関する登記簿はどの登記簿も「経済活動の主体の公示の要請」から生まれたものなので、会社の種類に関らず共通の登記事項については、原則的に同様の区分のし方で整理されている。しかし、会社はその種類ごとに性質が異なるため登記事項も異なり、それらについては区分のされ方も相異なっている。そのため、「会社の種類に関わらず共通の区」と「会社の種類毎に異なる区」が存在する。ただし、種類に関わらず共通の区であっても、その区中に記載すべき事項が同じとは限らず、会社履歴区及び会社状態区は、会社の種類毎にその区に記録すべき登記事項の内容が異なることは注意を要する。区を会社ごとに比較すると以下のようなものになる。
| 横:会社の種類 縦:区の種類     | 持分会社 | 持分会社 | 持分会社 | 株式会社 （別表第五） |
| 横:会社の種類 縦:区の種類     | 合名会社 （別表第六） | 合資会社 （別表第七） | 合同会社 （別表第八） | 株式会社 （別表第五） |
| 会社の種類に関わ らず共通の区 | 1.商号区 - その会社を特定するのに必要な事項が記載される区。商号のみ記載されるわけではない。 2.目的区 - その会社がどの様な事業を行なうのかが記載される区。目的のみ記載される。 3.会社支配人区 - その会社の支配人に関する事項が記載される区。 4.支店区 - その会社の支店に関する事項が記載される区。 5.会社履歴区 - その会社が、現状までの変遷が記載される区。原則的に会社が吸収してきた相手などが記載される。 6.会社状態区 - その会社の現状が記載される区。原則的には機関設計、解散、訴訟に関する内容が記載される。 7.登記記録区 - その会社の登記記録（登記簿）についての事項（登記記録の創設、閉鎖、復活の事由及び年月日等）が記載される区。 | 1.商号区 - その会社を特定するのに必要な事項が記載される区。商号のみ記載されるわけではない。 2.目的区 - その会社がどの様な事業を行なうのかが記載される区。目的のみ記載される。 3.会社支配人区 - その会社の支配人に関する事項が記載される区。 4.支店区 - その会社の支店に関する事項が記載される区。 5.会社履歴区 - その会社が、現状までの変遷が記載される区。原則的に会社が吸収してきた相手などが記載される。 6.会社状態区 - その会社の現状が記載される区。原則的には機関設計、解散、訴訟に関する内容が記載される。 7.登記記録区 - その会社の登記記録（登記簿）についての事項（登記記録の創設、閉鎖、復活の事由及び年月日等）が記載される区。 | 1.商号区 - その会社を特定するのに必要な事項が記載される区。商号のみ記載されるわけではない。 2.目的区 - その会社がどの様な事業を行なうのかが記載される区。目的のみ記載される。 3.会社支配人区 - その会社の支配人に関する事項が記載される区。 4.支店区 - その会社の支店に関する事項が記載される区。 5.会社履歴区 - その会社が、現状までの変遷が記載される区。原則的に会社が吸収してきた相手などが記載される。 6.会社状態区 - その会社の現状が記載される区。原則的には機関設計、解散、訴訟に関する内容が記載される。 7.登記記録区 - その会社の登記記録（登記簿）についての事項（登記記録の創設、閉鎖、復活の事由及び年月日等）が記載される区。 | 1.商号区 - その会社を特定するのに必要な事項が記載される区。商号のみ記載されるわけではない。 2.目的区 - その会社がどの様な事業を行なうのかが記載される区。目的のみ記載される。 3.会社支配人区 - その会社の支配人に関する事項が記載される区。 4.支店区 - その会社の支店に関する事項が記載される区。 5.会社履歴区 - その会社が、現状までの変遷が記載される区。原則的に会社が吸収してきた相手などが記載される。 6.会社状態区 - その会社の現状が記載される区。原則的には機関設計、解散、訴訟に関する内容が記載される。 7.登記記録区 - その会社の登記記録（登記簿）についての事項（登記記録の創設、閉鎖、復活の事由及び年月日等）が記載される区。 |
| 種類ごとに 異なる区           | 社員区 | 社員区 | 社員区 資本区 | 資本・株式区 新株予約権区 役員区 役員責任区 企業担保権区 |

### 会社の種類ごとに異なる区
また、何故会社の種類ごとに異なる区があるのかは、「誰が何のために公示を要請しているのか」を考える必要がある。まず、会社の種類によって異なる区のほとんどが、社員および資本に関する事項である。これらの公示を必要とする者とその理由は以下の様になる。
1. 会社の債権者………………自己の債権回収の可能性を把握するため。
2. 会社の出資者（所有者）…出資（投下資本）及びその利益の回収の可能性を把握するため。

会社の債権者の立場からは、債務者となる会社が合名会社や合資会社の場合、無限責任社員の個性が、債権回収の蓋然性に直結する。そのため、これらの会社は、その登記簿で「社員」の公示が義務付けられる。しかし、合同会社や株式会社の場合、無限責任社員がいないため、債権者の関心は、専ら会社財産の多寡に集まることとなる。それゆえ、これらの会社は「資本金の額」を公示する必要性が出てくる。また、株式会社には、債権者保護の観点から、企業担保権も株式会社の登記簿で一体的に表示することになっており、他の会社とは異なって、企業担保権区が設けられている。
また、会社の所有者ないし出資者の立場に立った場合、投下した資本が誰によって運用されるかは非常に重要な情報であり、任務懈怠時の責任追及の為にも、経営陣の公示が必要となる。持分会社の場合には、所有者が経営者であるから社員区を見れば経営陣がわかることになるが、場合によっては業務執行社員や代表社員が定められている場合があり、その特定のためにも「社員区」が必要になる。株式会社の場合は、所有と経営が分離している為、「社員」の公示は必要ではないが、経営陣の公示の要請は株式会社でもあるので、「役員区」でそれを公示する事になる。
また、株式会社の役員がその職務を行うにつき損害賠償を請求される場合は、額が天文学的に莫大な数字になることも多々あるため、役員の地位に着く者（特に社外取締役）を確保するために責任を限定的にする手段が必要となるが、その手段の行使は、債権者や株主を害する結果につながりかねないため、そのような、役員の責任を軽減するような手段を導入した場合は公示が必要となる。その様な理由で、株式会社には特に「役員責任区」が設けられている。
更に、株式会社の場合、出資比率の変動が、出資者の利害に絡む場合が多いので、株式や新株予約権に関する事項の公示が要請される（詳しい出資比率などは株主名簿の閲覧によって知ることになる）。

## 登記事項
各登記簿の登記事項は、商法、会社法、商業登記法に規定されている。
従来は、登記を必要とする旨及び登記事項を商法で規定、商法に登記事項の定めがないものを商業登記法で定め、特殊な登記事項を規定することを命令（商業登記規則や商業登記準則など）に委任する形をとってきたが、会社法の制定に伴い、以下の様に整理された。
- 個人商人の登記簿 - 商法で登記を必要とする旨を規定し、登記事項を商業登記法で規定。
- 会社に関する登記簿 - 原則として、登記を要する旨と登記事項の両方を会社法で規定。

ただし、会社の登記簿に記載すべき事項は、会社法以外の法律や命令（破産法や会社更生法等とそれらに付随する命令）によって規定されているものもある。

## 株式会社の登記事項
ここでは、株式会社の登記簿の登記事項のみを例として挙げた。他の会社の登記事項については、商業登記規則別表を参照。また、一部、依命通知の表現に改めている。また、別表中の括弧書きは、語註の項に別に記載した。下線は、通常の株式会社では必要ないが、銀行等で登記が必要とされているものである。記載例中の○、△には名詞、＊には数字が入る。また、「何某」とあるのは人名が入る。
2024年10月からは、代表取締役の住所が一部非公開にできる。
| 区の名称     | 記録すべき事項                                                                   | 記載例 |
| ------------ | -------------------------------------------------------------------------------- | --- |
| 商号区       | 会社法人等番号                                                                   | ＊＊＊＊-＊＊-＊＊＊＊＊＊ |
| 商号区       | 商号                                                                             | ○株式会社 |
| 商号区       | 商号譲渡人の債務 に関する免責                                                    | 当会社は平成19年10月1日商号の譲渡を受けたが、 譲渡会社である○株式会社の債務については責に任じない |
| 商号区       | 本店の所在場所                                                                   | 東京都中央区京橋○丁目○ 番○ 号 |
| 商号区       | 会社の公告方法                                                                   | 東京都において発行する××新聞に掲載してする |
| 商号区       | 貸借対照表に係る 情報の提供を受け るために必要な事項                             | http://… |
| 商号区       | 中間貸借対照表等に係る 情報の提供を受け るために必要な事項                       | http://… |
| 商号区       | 会社成立の年月日                                                                 | 平成＊年＊月＊日 |
| 目的区       | 目的                                                                             | 1 輸送用機械の販売 2 前各号に附帯する一切の事業 |
| 株式・資本区 | 単元株式数                                                                       | 3株 |
| 株式・資本区 | 発行可能株式総数                                                                 | 1500株 |
| 株式・資本区 | 発行済株式の総数 並びに種類及び数                                                | 発行済株式の総数 600株各種の株式の数 普通株式400株 優先株式200株 |
| 株式・資本区 | 株券発行会社である旨                                                             | 当会社の株式については、株券を発行する。 |
| 株式・資本区 | 資本金の額                                                                       | 金1,000万円 |
| 株式・資本区 | 発行する株式の内容                                                               | [別表に記載] |
| 株式・資本区 | 発行可能種類株式 総数及び発行する 各種類の株式の内 容                            | [別表に記載] |
| 株式・資本区 | 株式の譲渡制限に 関する規定                                                      | 当会社の株式は、取締役会の承認がなければ譲渡することができない |
| 株式・資本区 | 株主名簿管理人の 氏名又は名称及び 住所並びに営業所                               | ○○県○○市○○区○○＊丁目＊番＊号 ○○信託銀行株式会社○○支店 本店 △△市△△＊丁目＊番＊号 |
| 株式・資本区 | 創立費の償却の方法                                                               | |
| 株式・資本区 | 事業費の償却の方法                                                               | |
| 株式・資本区 | その他株式又は資本金に関する事項                                                 | |
| 役員区       | 取締役                                                                           | 取締役 何某 |
| 役員区       | 会計参与並びに 計算書類等備置場所                                                | 会計参与 何某 （書類等備置場所） ○○市○区○○＊丁目＊番＊号 |
| 役員区       | 監査役                                                                           | 監査役 何某 |
| 役員区       | 代表取締役                                                                       | ○○市○○区＊丁目＊番＊号 代表取締役 何某 |
| 役員区       | 特別取締役                                                                       | 特別取締役 何某 |
| 役員区       | 委員                                                                             | ○○委員 何某 |
| 役員区       | 執行役                                                                           | 執行役 何某 |
| 役員区       | 代表執行役                                                                       | ○○市○○区＊丁目＊番＊号 代表執行役 何某 |
| 役員区       | 会計監査人                                                                       | 会計監査人 ○○監査法人 |
| 役員区       | 取締役が社外取締役である旨                                                       | 取締役 何某 （社外取締役） |
| 役員区       | 監査役が社外監査役である旨                                                       | 監査役 何某 （社外監査役） |
| 役員区       | 清算人                                                                           | 清算人 何某 |
| 役員区       | 代表清算人                                                                       | ○○市○○区＊丁目＊番＊号 代表清算人 何某 |
| 役員区       | 職務の執行停止                                                                   | 取締役何某の職務執行停止 |
| 役員区       | 破産管財人                                                                       | ○○市○○区＊丁目＊番＊号 ○○法律事務所 破産管財人 何某 |
| 役員区       | その他役員等に関する事項                                                         | |
| 役員責任区   | 取締役等 の会社に 対する責任の免除 に関する規定                                  | 当会社は、会社法第426条の規定により、取締役会の決議をもって、同法 第423条の行為に関する取締役（ 取締役であった者を含む。） の責任を法令 の限度において免除することができる。                                                                                            |
| 役員責任区   | 社外取締役等 の会 社に対する責任の 制限に関する規定                              | 当会社は、会社法第427条の規定により、社外取締役及び社外監査役との 間に、同法第423条の行為による賠償責任を限定する契約を締結することが できる。ただし、当該契約に基づく賠償責任の限度額は、＊万円以上であらか じめ定めた金額又は法令が規定する額のいずれか高い額とする。 |
| 会社支配人区 | 支配人に関する事項                                                               | 東京都千代田区神田駿河台四丁目 2 番地 甲野太郎 営業所 東京都千代田区丸の内一丁目 1 番 1 号 |
| 支店区       | 支店                                                                             | 1 大阪市北区若松町15番地 2 名古屋市中区三の丸四丁目3番1号 |
| 新株予約権区 | 新株予約権に関する事項                                                           | [別表に記載] |
| 会社履歴区   | 会社継続                                                                         | 平成＊年＊月＊日会社継続 |
| 会社履歴区   | 吸収合併 (合併をした旨並びに 吸収合併消滅会社の商号及び本店)                     | 平成＊年＊月＊日○市○区○＊丁目＊番＊号○株式会社を合併 |
| 会社履歴区   | 会社分割 (分割をした旨並びに 吸収分割会社の商号及び本店)                         | 平成＊年＊月＊日○市○区○＊丁目＊番＊号○株式会社から分割 |
| 会社履歴区   | 会社分割 (分割をした旨並びに吸収分割承継会社 又は新設分割設立会社の商号及び本店) | 平成＊年＊月＊日○市○区○＊丁目＊番＊号○株式会社に分割 |
| 企業担保権区 | 企業担保権に関する事項                                                           | [別表に記載] |
| 会社状態区   | 存続期間                                                                         | 会社成立の日から満30年 |
| 会社状態区   | 解散の事由                                                                       | 当会社は、○○したときに解散する |
| 会社状態区   | 取締役会設置会社に関する事項                                                     | 取締役会設置会社 |
| 会社状態区   | 会計参与設置会社に関する事項                                                     | 会計参与設置会社 |
| 会社状態区   | 監査役設置会社に関する事項                                                       | 監査役設置会社 |
| 会社状態区   | 監査役会設置会社に関する事項                                                     | 監査役会設置会社 |
| 会社状態区   | 特別取締役に関する事項                                                           | 特別取締役による議決の定めがある |
| 会社状態区   | 委員会設置会社に関する事項                                                       | 委員会設置会社 |
| 会社状態区   | 会計監査人設置会社に関する事項                                                   | 会計監査人設置会社 |
| 会社状態区   | 清算人会設置会社に関する事項                                                     | 清算人会設置会社 |
| 会社状態区   | 解散                                                                             | 平成＊年＊月＊日株主総会の決議 により解散 |
| 会社状態区   | 設立の無効                                                                       | |
| 会社状態区   | 株式移転の無効                                                                   | |
| 会社状態区   | 特別清算に関する事項                                                             | |
| 会社状態区   | 民事再生に関する事項                                                             | |
| 会社状態区   | 会社更生に関する事項                                                             | |
| 会社状態区   | 承認援助手続に関する事項                                                         | |
| 会社状態区   | 破産に関する事項                                                                 | |
| 会社状態区   | 業務及び財産の管理の委託に関する事項                                             | |
| 登記記録区   | 登記記録を起こした事由及び年月日                                                 | 設立 |
| 登記記録区   | 登記記録を閉鎖した事由及び年月日                                                 | 平成＊年＊月＊日清算結了 |
| 登記記録区   | 登記記録を復活した事由及び年月日                                                 | |

1. ↑  “代表取締役の自宅住所を非公開に　登記、10月から希望制で　起業促進に期待”.   ITmedia News. 2024年4月19日閲覧。
2. ↑  種類株式ごとに単元株式数を設定することができる。
3. ↑  種類株式ごとに発行の有無を定めることはできない。
4. ↑  種類株式発行会社となった場合において,  発行可能種類株式総数及び発行する各種類の株式の内容の登記をしたときは,  発行する株式の内容の登記を抹消する記号を記録しなければならない（規則第69条第1項）
5. ↑  株式の譲渡制限に関する規定は、107条及び108条の規定により、発行する株式の全部又は一部に付す事が出来るため、「発行する株式の内容」又は「発行可能種類株式総数及び発行する各種類の株式の内容」となるはずだが、会社の状態を示す重要な情報であることから、それらとは別個に記載される。
6. ↑  役員区に記録されるのは、この区に挙げられている役員の他、その役員の職務代行者や仮役員も記録される。ただし、特別取締役職務代行者、仮特別取締役は登記事項ではない。また会計監査人職務代行者も観念しえないため登記事項ではない。
7. ↑  特例有限会社では取締役に付き、氏名のほか、住所も登記される。
8. ↑  特例有限会社では監査役は氏名とともに住所が登記される。
9. ↑  特例有限会社では、代表取締役の住所は登記されない。
10. ↑  破産管財人は住所に代えて所属する法律事務所の名称と所在地を登記する。
11. ↑  役員責任区に記録すべきものを除く。
12. ↑  取締役等とは取締役、会計参与、監査役、執行役または会計監査人のことを言う。商業産登記令では各役員の職名が書かれているが、依命通知には単に「取締役等」とある。
13. ↑  社外取締役等とは、社外取締役、会計参与、社外監査役又は会計監査人を言う。根拠は上に同じ。
14. ↑  会社支配人区の登記事項は規則別表2では「支配人」と「支配人を置いた営業所」となっているが依命通知には「支配人に関する事項」という表記の下に一括されている。
15. ↑  登記記録区に記録すべき事項を除く。
16. ↑  「株主総会決議」の箇所には、それ以外に、「存続期間の満了」「定款所定の解散事由の発生」「○○裁判所の解散を命ずる判決の確定」「会社法第472条第1項の規定」という文言が記載されうる。
17. 1 2  役員区及び登記記録区に記録すべきものを除く。
18. 1 2  他の区に記録すべきものを除く。
19. ↑  役員区に記録すべきものを除く。

## 株式の内容に関する事項
単一株式発行会社の株式の内容は、株式・資本区の「発行する株式の内容」の欄に記され、種類株式発行会社の各種類株式の内容は、「発行可能種類株式総数及び発行する各種類の株式の内容」に記される。
単一株式会社が種類株式発行会社となった時は、「発行する株式の内容」の欄は職権で抹消されて、新たに「発行可能種類株式総数及び発行する各種類の株式の内容」の欄が追加される。すべての種類株式に共通する事項が「発行する株式の内容」に記される訳ではないことに注意を要する。
また、株式の譲渡制限規定は、株式の全部または、種類株式の内容として登記することができるが、他の株式の内容と違い、多くの利害を生む関係上、別途に「株式の譲渡制限に関する規定」の欄に記載される。
また、単一株式発行会社であれ、種類株式発行会社であれ、株式の内容を定めていない場合は、「発行する株式の内容」「発行可能種類株式総数及び発行する各種類の株式の内容」の欄に記録されるものは、経過措置やみなし規定に当てはまらない限り、ない。

### 種類株式の内容
種類株式発行会社が種類株式の内容として、以下にあげた事項である（会社法第108条1項各号同法第322条）。それに対して、非公開会社に認められる同法第109条2項の定款の定め（いわゆる属人的定め）は、株式の内容とはされていないので、登記することはできない。
| 登記事項                                     | 記載例 |
| -------------------------------------------- | --- |
| 剰余金の配当 (108条1項1号)                   | 1.剰余金の配当 剰余金については、第一種から第三種までの優先株式を有する株主（ 以下 「優先株主」という。） に対し、普通株式を有する（ 以下「普通株主」 という。） に先立ち、1株につき2万円の剰余金を支払う。                                                                                      |
| 残余財産の分配 (108条1項2号)                 | 1.残余財産の分配 残余財産の分配については、第一種から第三種までの優先株主に対し、普通 株主に先立ち、それぞれ次に定める額の金銭を支払う。 第一種優先株式1株につき300万円 第二種優先株式1株につき200万円 第三種優先株式1株につき200万円                                                            |
| 議決権に関する事項 (108条1項3号)             | 1.議決権 第一種から第三種までの優先株主は、株主総会において議決権を有しない。 ただし、剰余金の優先配当に係る議案が定時株主総会に提出されないときはそ の総会より、その議案が定時株主総会において否決されたときはその総会の終 結の時より、優先配当を受ける旨の決議のある時までは、議決権を有する。 |
| 譲渡制限 (108条1項4号)                       | [「譲渡制限に関する規定」の欄参照。] |
| 取得請求権 (108条1項5号)                     | 1.第一種優先株式についての株主の取得請求権に関する定め 第一種優先株主は、いつでも当会社に対して当会社の株式を時価で取得することを請求す ることができる。 「時価」とは、当該取得請求日に先立つ45取引日目に始まる30取引日の株 式会社東京証券取引所における毎日の終値の平均値をいう。               |
| 取得条項 (108条1項6号)                       | 1.第三種優先株式についての取得条項に関する定め 当会社は、当会社が別に定める日が到来したときに、当会社の第三種優先株式を 時価で取得することができる。 「時価」とは、当該取得請求日に先立つ45取引日目に始まる30取引日の株 式会社東京証券取引所における毎日の終値の平均値をいう。                   |
| 全部取得条項 (108条1項7号)                   | |
| 拒否権に関する事項 (108条1項8号)             | 1.種類株主総会の決議を要する事項に関する定め 新たに配当優先株式を発行しようとする場合においては、第一種から第三種 までの優先株主の種類株主総会の決議を経なければならない。 |
| 役員選任権に関する事項 (108条1項9号)         | 1.取締役の選任 普通株主は、種類株主総会において、定款所定の定数全ての取締役を選任す ることができる。 第一種から第三種までの優先株主は、種類株主総会において、取締役を選任 することができない。                                                                                                   |
| 法定種類株主総会排除 に関する事項 (322条2項) | 1.会社法第322条第1項の種類株主総会の省略 会社法第322条第1項に掲げる行為をする場合においては、 第一種優先株主及び第二種優先株主に損害を及ぼす恐れがある時であっても、 当該種類株主総会の決議を要しない。                                                                                          |

### 全部の株式の内容
単一株式会社の株式に付すことのできる内容は、以下の三つである。
1. 譲渡制限規定（会社法第107条1項1号）⇒「譲渡制限に関する規定」の欄に記載される。
2. 取得請求権（会社法第107条1項2号）⇒「発行する株式の内容」
3. 取得条項（会社法第107条1項3号）⇒「発行する株式の内容」

この三つは、種類株式発行会社が種類株式に付すことができる内容と原則として差はないため記載例は上記を参照。ただし、単一株式発行会社では、取得条項および取得請求権の対価（取得対価）として、当該会社の株式を設定できない点が、種類株式発行会社とは異なる。

## 新株予約権に関する事項
新株予約権に関する事項は、新株予約権を発行した時は、新株予約権を潜在的な株主である新株予約権者と、既存の株主、株主になろうとする者の利益の保護の為に登記事項とされている（会社法第911条、同法236条1項1号 - 4号・7号、同法238条第1項2号 - 3号）。
| 登記事項                                                                          | 記載例 |
| --------------------------------------------------------------------------------- | --- |
| 新株予約権の数                                                                    | 新株予約権の数 100個 |
| 新株予約権の目的である株式の数                                                    | 新株予約権の目的たる株式の種類及び数 普通株式5000株 |
| 募集新株予約権の払込金額若しくはその算定方法又は払込を要しないとする旨            | 募集新株予約権の払込金額若しくはその算定方法又は払込を要しないとする旨 無償 |
| 新株予約権行使時に出資される財産の価額 又はその算定方法                           | 新株予約権行使時に出資される財産の価額又はその算定方法 金100万円 |
| 新株予約権行使時の出資を現物出資でする 場合は、その旨並びに当該財産の内容及び価額 | 金銭以外の財産を各新株予約権の行使に際して出資する旨並びに内容及び価額 証券取引所に上場されている有価証券であって, 当該証券取引所の開設す る市場における当該新株予約権の行使の前日の最終価格により算定して100 万円に相当するもの |
| 新株予約権を行使することができる期間                                              | 新株予約権を行使することができる期間 平成25年3月31日まで |
| 新株予約権行使の条件（定めた時のみ）                                              | 新株予約権行使の条件 この新株予約権は、行使の日の属する事業年度の直前の事業年度における 当会社の税引前利益が1億円以上である場合に行使することができる。                                                                          |
| 取得条項に関する事項（定めた時のみ・注1）                                         | 会社が新株予約権を取得することができる事由及び取得の条件 当会社は、当会社の新株予約権について、当会社が別に定める日が到来し たときに、新株予約権の目的である株式の時価と権利行使価額との差額をも って取得することができる。      |

注1 募集新株予約権に取得条項を付す場合は、次に掲げる事項の登記が必要。
1. 取得条項を付す旨及び取得事由（会社法第236条第1項7号イ）
2. 取得日（当該株式会社が別に定める日）の到来を取得事由とするときは、その旨（会社法第236条第1項7号ロ）
3. 取得事由が生じた日に当該取得条項付新株予約権の一部を取得することとするときは、その旨及び取得する新株予約権の一部の決定の方法（会社法第236条第1項7号ハ）
4. 取得対価（会社法第236条第1項7号ニ〜チ）

## 企業担保権に関する事項
企業担保権とは、株式会社の発行する社債を担保するため、民法の特別法で認められた法定担保物権の一種で、当該権利の設定を受けた社債権者は、当該会社の総財産から優先弁済を受けることができる様になる権利である（企業担保法第1条・第2条）。政令の規定により株式会社の登記簿にすることとなっている（企業担保権登記登録令第3条）。
企業担保権の登記の登記事項は、次のとおりである（企業担保登記登録令第6条）。
| 企業担保権の種類                                                      | 登記事項 |
| --------------------------------------------------------------------- | --- |
| 社債を担保する企業担保権                                              | ・社債の総額及び利率 |
| 社債の総額を数回に分けて発行する場合 における社債を担保する企業担保権 | ・社債の総額 ・社債の総額を数回に分けて発行する旨 ・社債の利率の最高限度 ・社債を発行したときは、その回の社債の発行金額及び利率 |
| 企業担保法附則第二項 の 貸付金を担保する企業担保権                    | ・債権額 ・利息に関する定めがあるときは、その定め ・債権に条件を付したときは、その条件                                          |